# Trifolium gordejevii
Trifolium gordejevii är en ärtväxtart som först beskrevs av Vladimir Leontjevitj Komarov, och fick sitt nu gällande namn av Zhi Wei. Trifolium gordejevii ingår i släktet klövrar, och familjen ärtväxter. Inga underarter finns listade i Catalogue of Life.